# Limata seyrigi
Limata seyrigi är en tvåvingeart som först beskrevs av Seguy 1955.  Limata seyrigi ingår i släktet Limata och familjen bromsar.
Artens utbredningsområde är Madagaskar. Inga underarter finns listade i Catalogue of Life.